# 부산광역시의 민속문화재
부산광역시의 민속문화재는 민속문화재 중에서 부산광역시 내에 있는 문화재를 의미한다.

## 지정 목록
| 번호 | 사진 | 명칭                                            | 소재지                                                       | 관리자 (단체)       | 지정일                                        | 참조 |
| 1호  |      | 범어사 황실축원 장엄수 (梵魚寺 皇室祝願 莊嚴繡) | 부산 금정구 청룡동 546번지                                   | 범어사              | 1999년 9월 3일 지정, 2015년 6월 17일 명칭변경 |      |
| 2호  |      | 다대첨사영 갑주 (多大僉使營 甲胄)               | 부산 동래구 충렬대로 345                                     | 충렬사관리사무소    | 2004년 5월 8일 지정                           |      |
| 3호  |      | 동래영 갑주 (東萊營 甲胄)                       | 부산 동래구 충렬대로 345                                     | 충렬사관리사무소    | 2004년 5월 8일 지정                           |      |
| 4호  |      | 동래영구군복 (東萊營具軍服)                     | 부산 동래구 충렬대로 345                                     | 충렬사관리사무소    | 2004년 5월 8일 지정                           |      |
| 5호  |      | 장안사연 (長安寺 輦)                            | 부산 기장군 장안읍 장안리 598번지 장안사                     | 장안사              | 2008년 4월 2일 지정                           |      |
| 6호  |      | 장산 마고당·천제단 (萇山 麻姑堂·天祭壇)         | 부산 해운대구 우동 산148-1번지                               | 장산신당보존위원회  | 2009년 12월 7일 지정                          |      |
| 7호  |      | 박기종 관복 일괄 (朴琪淙 官服 一括)             | 부산 남구 유엔평화로 63 부산박물관                           | 부산박물관          | 2012년 5월 17일 지정                          |      |
| 8호  |      | 박기종 대례복 일괄 (朴琪淙 大禮服 一括)         | 부산 남구 유엔평화로 63 부산박물관                           | 부산박물관          | 2012년 5월 17일 지정                          |      |
| 9호  |      | 박기종 통상복 일괄 (朴琪淙 通常服 一括)         | 부산 남구 유엔평화로 63 부산박물관                           | 부산박물관          | 2012년 5월 17일 지정                          |      |
| 10호 |      | 장안사 명부전 삼번상 (長安寺 冥府殿 三幡床)     | 부산 기장군 장안읍 장안로 482                                | 장안사              | 2015년 6월 17일 지정                          |      |
| 11호 |      | 장안사 응진전 법대경상 (長安寺 應眞殿 法臺經床) | 부산 기장군 장안읍 장안로 482                                | 장안사              | 2015년 6월 17일 지정                          |      |
| 12호 |      | 해련사 동래부 인상 (海蓮寺 東萊府 印床)         | 부산 영도구 벚꽃길 113                                       | 해련사              | 2015년 8월 26일 지정                          |      |
| 13호 |      | 해련사 장엄의식구 (海蓮寺 莊嚴儀式具)           | 부산 영도구 벚꽃길 113                                       | 해련사              | 2015년 8월 26일 지정                          |      |
| 14호 |      | 소림사 오방번 (少林寺 五方幡)                   | 부산 동구 벚꽃길 113                                         | 소림사              | 2015년 12월 23일 지정                         |      |
| 15호 |      | 소림사 칠여래번 (少林寺 莊嚴儀式具)             | 부산 동구 벚꽃길 113                                         | 소림사              | 2015년 12월 23일 지정                         |      |
| 16호 |      | 수영야류 탈                                     | 부산 부산서구 구덕로 225                                     | 동아대학교 (박물관) | 2015년 12월 23일 지정                         |      |
| 17호 |      | 범어사 목조 (梵魚寺 木槽)                       | 부산 금정구 청룡동 546                                       | 범어사              | 2017년 2월 22일 지정                          |      |
| 18호 |      | 범어사 오방번 (梵魚寺 五方幡)                   | 부산 금정구 청룡동 546                                       | 범어사              | 2017년 2월 22일 지정                          |      |
| 19호 |      | 농기 (農旗)                                     | 부산 영도구 해양로 301번길 45(동삼동 1125-39) 국립해양박물관 | 국립해양박물관      | 2018년 10월 31일 지정                         |      |